# Ярослав Гржебік
Ярослав Гржебік (чеськ. Jaroslav Hřebík, нар. 16 грудня 1948, Бенешов) — чеський футболіст, що грав на позиції півзахисника, нападника. По завершенні ігрової кар'єри — тренер.
Виступав, зокрема, за клуби «Вікторія» (Жижков), «Дукла» (Прага) та «Граффін» (Влашим).
Чемпіон Чехії (як тренер).

## Ігрова кар'єра
У дорослому футболі дебютував 1968 року виступами за команду клубу «Вікторія» (Жижков), в якій провів п'ять сезонів.
Своєю грою за цю команду привернув увагу представників тренерського штабу клубу «Дукла» (Прага), до складу якого приєднався 1973 року. Відіграв за празьку команду наступні два сезони своєї ігрової кар'єри.
Протягом 1975—1977 років захищав кольори команди клубу «Вікторія» (Пльзень).
У 1977 році уклав контракт з клубом «Граффін» (Влашим), у складі якого провів наступні п'ять років своєї кар'єри гравця.
Завершив професійну ігрову кар'єру у клубі «Бенешов», за команду якого виступав протягом 1982—1984 років.

## Кар'єра тренера
Розпочав тренерську кар'єру, ще продовжуючи грати на полі, 1983 року, очоливши тренерський штаб клубу «Бенешов».
У 1998 році став головним тренером команди «Славія», тренував празьку команду один рік.
Згодом протягом 2004 року очолював тренерський штаб клубу «Динамо» (Москва).
У тому ж 2004 році прийняв пропозицію попрацювати у клубі «Спарта» (Прага). Залишив празьку команду 2005 року.
Протягом тренерської кар'єри також очолював команди клубів «Шварц» (Бенешов), «Вікторія» (Пльзень), «Вікторія» (Жижков), «Градець-Кралове», «Яблонець» та юнацьку збірну Чехії.
Наразі останнім місцем тренерської роботи був клуб «Спарта» (Прага), головним тренером команди якого Ярослав Гржебік був протягом 2012 року.

## Титули і досягнення

### Як тренера
- Чемпіон Чехії (1):

«Спарта» (Прага): 2004—2005